# ميتال سلج
ميتال سلج (بالإنجليزية: Metal Slug) (باليابانية: メタルスラッグ) ، هي سلسلة ألعاب المنصات وإطلاق النار التي أنتجها شركة إس إن كاي اليابانية، بدأت إصدارها الرئيسية سنة 1996م، وصدرت الجزء السابع من السلسلة سنة 2009م.

## وصلات خارجية
- Official Metal Slug website
- SNK Playmore Official website Developer, distributor and main licence holder of Metal Slug